# Campionato asiatico e oceaniano femminile di pallavolo 1999
Il X campionato asiatico e oceaniano femminile di pallavolo si è svolto dal 21 al 28 settembre 1999 ad Hong Kong. Al torneo hanno partecipato 9 squadre nazionali asiatiche ed oceaniane e la vittoria finale è andata per l'ottava volta, la settima consecutiva, alla Cina.

## Gironi
| Girone A                                    | Girone B                                           |
| ------------------------------------------- | -------------------------------------------------- |
| Giappone Hong Kong Taipei cinese Thailandia | Australia Cina Corea del Sud Kazakistan Uzbekistan |

## Classifica finale
| Classifica | Squadre       |
| ---------- | ------------- |
|            | Cina          |
|            | Corea del Sud |
|            | Giappone      |
| 4          | Thailandia    |
| 5          | Taipei cinese |
| 6          | Australia     |
| 7          | Uzbekistan    |
| 8          | Hong Kong     |
| 9          | Kazakistan    |